# Teoria rozwoju psychicznego
Teoria rozwoju psychicznego wg Margaret Mahler – psychoanalityczna koncepcja rozwoju, zakładająca, że rozwój psychiczny człowieka przebiega stadialnie i zależy głównie od emocjonalnej relacji z matką (na późniejszych etapach również z ojcem i innymi ważnymi osobami). Wyróżnia kolejne stadia rozwoju:
1. faza autyzmu – pierwsze kilka tygodni życia
2. faza normalnej symbiozy – od ok. 3. do 6. miesiąca życia
3. faza separacji-indywiduacji – od ok. 5. do 6. miesiąca życia 
  1. subfaza różnicowania – tzw. "wylęgania"- od ok. 5. do 10. miesiąca życia
  2. subfaza praktyki – do 16. miesiąca życia
  3. subfaza ponownego zbliżenia – do ok. 3. roku życia
4. faza stałości obiektu – od zakończenia fazy separacji-indywiduacji do dorosłości